# Broût-Vernet
Pour les articles homonymes, voir Brout et Vernet.
Broût-Vernet est une commune française, située dans le département de l'Allier en région Auvergne-Rhône-Alpes.

## Géographie

### Localisation
Broût-Vernet est située au sud du département de l'Allier, en Limagne bourbonnaise. Le territoire communal est étendu, 31,71 km2, ce qui est important dans ce secteur.
Neuf communes sont limitrophes :
| Barberier               | Bayet        | Saint-Didier-la-Forêt |
| Saint-Germain-de-Salles | Broût-Vernet | Saint-Rémy-en-Rollat  |
| Le Mayet-d'École        | Escurolles   | Saint-Pont, Vendat    |

### Hydrographie
La commune est traversée par l'Andelot. La Sioule passe sur la frontière communale avec Saint-Germain-de-Salles et, en partie, avec Barberier.

### Climat
Pour des articles plus généraux, voir Climat d'Auvergne-Rhône-Alpes et Climat de l'Allier.
En 2010, le climat de la commune est de type climat océanique dégradé des plaines du Centre et du Nord, selon une étude du CNRS s'appuyant sur une série de données couvrant la période 1971-2000. En 2020, Météo-France publie une typologie des climats de la France métropolitaine dans laquelle la commune est exposée à un climat de montagne ou de marges de montagne et est dans une zone de transition entre les régions climatiques « Centre et contreforts nord du Massif Central » et « Nord-est du Massif Central ».
Pour la période 1971-2000, la température annuelle moyenne est de 11 °C, avec une amplitude thermique annuelle de 16 °C. Le cumul annuel moyen de précipitations est de 769 mm, avec 10,1 jours de précipitations en janvier et 7,3 jours en juillet. Pour la période 1991-2020, la température moyenne annuelle observée sur la station météorologique de Météo-France la plus proche, « Chareil-Cintrat_sapc », sur la commune de Chareil-Cintrat à 10 km à vol d'oiseau, est de 11,9 °C et le cumul annuel moyen de précipitations est de 676,1 mm,. Pour l'avenir, les paramètres climatiques de la commune estimés pour 2050 selon différents scénarios d'émission de gaz à effet de serre sont consultables sur un site dédié publié par Météo-France en novembre 2022.

## Urbanisme

### Typologie
Au 1er janvier 2024, Broût-Vernet est catégorisée commune rurale à habitat dispersé, selon la nouvelle grille communale de densité à 7 niveaux définie par l'Insee en 2022.
Elle est située hors unité urbaine et hors attraction des villes,.

### Occupation des sols

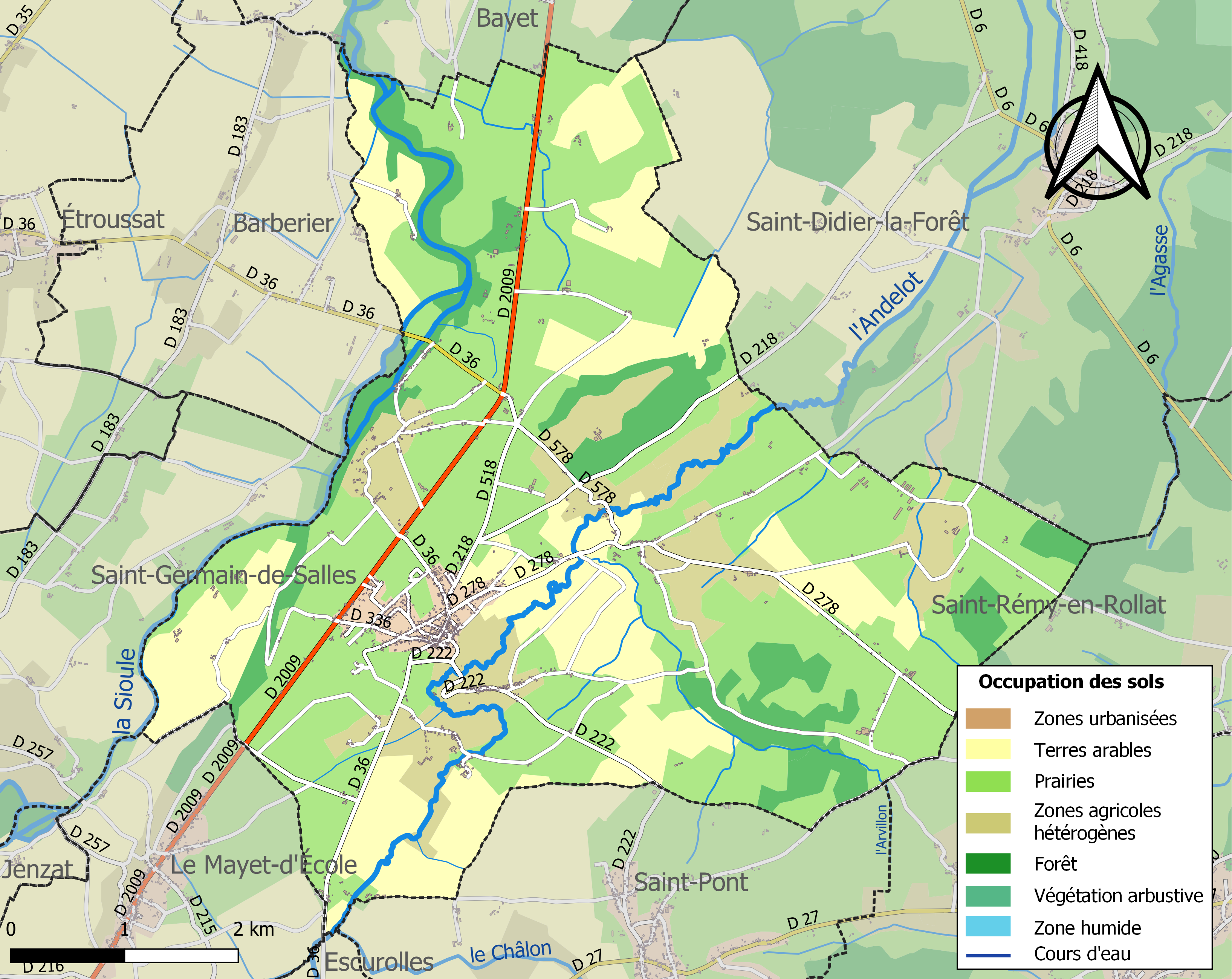
Carte des infrastructures et de l'occupation des sols de la commune en 2018 (CLC).

L'occupation des sols de la commune, telle qu'elle ressort de la base de données européenne d’occupation biophysique des sols Corine Land Cover (CLC), est marquée par l'importance des territoires agricoles (86,9 % en 2018), une proportion sensiblement équivalente à celle de 1990 (87,1 %). La répartition détaillée en 2018 est la suivante : prairies (52,4 %), terres arables (22,2 %), zones agricoles hétérogènes (12,3 %), forêts (11,2 %), zones urbanisées (1,9 %).
L'IGN met par ailleurs à disposition un outil en ligne permettant de comparer l’évolution dans le temps de l’occupation des sols de la commune (ou de territoires à des échelles différentes). Plusieurs époques sont accessibles sous forme de cartes ou photos aériennes : la carte de Cassini (XVIIIe siècle), la carte d'état-major (1820-1866) et la période actuelle (1950 à aujourd'hui).

### Voies de communication et transports

#### Voies routières
La commune se situe à cheval sur la route nationale 9, aujourd'hui route départementale 2009, qui relie les villes de Moulins et de Clermont-Ferrand, à mi-chemin entre Saint-Pourçain-sur-Sioule et Gannat. Le bourg est à quelques centaines de mètres à l'est de cette route. D'autres routes départementales traversent la commune :
- la RD 36, reliant Chantelle à Escurolles ;
- la RD 218, en direction de Saint-Didier-la-Forêt ;
- la RD 222, en direction de Saint-Pont ;
- la RD 278, en direction de Vendat ;
- la RD 518, courte route reliant la RD 218 à la RD 578 ;
- la RD 536, reliant Les Combes, sur la RD 2009, au centre-bourg ;
- la RD 578, reliant Les Dacs, sur la RD 278, à la RD 2009 en direction de Saint-Pourçain-sur-Sioule.

#### Transports ferroviaires
La ligne de La Ferté-Hauterive à Gannat passe à l'ouest de la commune. Aucune circulation n'est assurée sur cette ligne désaffectée. La gare la plus proche est située à Gannat où des TER Auvergne-Rhône-Alpes permettent de rejoindre Montluçon ou Clermont-Ferrand.

## Toponymie
Le village est nommé Brot le Vernet en bourbonnais du Croissant, la commune faisant partie de cette aire linguistique.

## Histoire
Broût-Vernet résulte de la fusion, en 1831, des communes de Broût (partie orientale de l'actuelle commune) et du Vernet-sur-Sioule (partie occidentale).
De la fin de 1939 à février 1944, 340 enfants juifs, souvent issus de familles d'Europe orientale, furent accueillis au château des Morelles, une des maisons d'enfants créées par l'Œuvre de secours aux enfants. Malgré la descente de la Gestapo, le 2 novembre 1943, et l'arrestation de l'économe, Joseph Cogan et de ses enfants Fanny et Albert, qui furent déportés à Auschwitz et n'en revinrent pas, la plupart des enfants furent sauvés : ils furent dispersés et cachés.
Le 29 août 1944, des troupes coloniales affrontent des troupes allemandes en repli à proximité du bois Bournat.

## Politique et administration

### Découpage territorial
La commune de Broût-Vernet est membre de la communauté de communes Saint-Pourçain Sioule Limagne, un établissement public de coopération intercommunale (EPCI) à fiscalité propre créé le 1er janvier 2017 dont le siège est à Saint-Pourçain-sur-Sioule. Ce dernier est par ailleurs membre d'autres groupements intercommunaux.
Sur le plan administratif, elle est rattachée à l'arrondissement de Vichy, au département de l'Allier et à la région Auvergne-Rhône-Alpes. Sur le plan électoral, elle dépend du  canton de Bellerive-sur-Allier pour l'élection des conseillers départementaux, depuis le redécoupage cantonal de 2014 entré en vigueur en 2015, et de la troisième circonscription de l'Allier  pour les élections législatives, depuis le dernier découpage électoral de 2010.

### Tendances politiques et résultats
Aux élections municipales de 2014, le maire sortant Pierre Hoube, dirigeant la liste divers gauche « Broût-Vernet, avec vous, pour vous » a été réélu au premier tour avec 62,55 % des suffrages (406 voix sur 649 exprimés). Il bat Jean-Charles Perron, tenant la liste divers droite « Rassembler pour Broût-Vernet ». 76,91 % des électeurs ont voté (693 votants sur 901 inscrits).

### Administration municipale
La mairie a été érigée au milieu du XIXe siècle.
| Période                                  | Période                      | Identité          | Étiquette   | Qualité                      |
| ---------------------------------------- | ---------------------------- | ----------------- | ----------- | ---------------------------- |
| Les données manquantes sont à compléter. |                              |                   |             |                              |
| mars 2001                                | mars 2008                    | Louis Jaffuel     |             |                              |
| mars 2008                                | mai 2020                     | Pierre Hoube      | ? puis LREM | Retraité                     |
| mai 2020                                 | En cours (au 8 juillet 2020) | Bernard Devoucoux |             | Exploitant agricole retraité |

## Population et société

### Démographie
L'évolution du nombre d'habitants est connue à travers les recensements de la population effectués dans la commune depuis 1793. Pour les communes de moins de 10 000 habitants, une enquête de recensement portant sur toute la population est réalisée tous les cinq ans, les populations de référence des années intermédiaires étant quant à elles estimées par interpolation ou extrapolation. Pour la commune, le premier recensement exhaustif entrant dans le cadre du nouveau dispositif a été réalisé en 2007.

En 2022, la commune comptait 1 209 habitants, en évolution de +2,28 % par rapport à 2016 (Allier : −1,38 %, France hors Mayotte : +2,11 %).
| 1793  | 1800  | 1806  | 1821  | 1831  | 1836  | 1841  | 1846  | 1851  |
| ----- | ----- | ----- | ----- | ----- | ----- | ----- | ----- | ----- |
| 1 103 | 1 060 | 1 154 | 1 179 | 1 290 | 1 775 | 1 713 | 1 910 | 1 760 |

| 1856  | 1861  | 1866  | 1872  | 1876  | 1881  | 1886  | 1891  | 1896  |
| ----- | ----- | ----- | ----- | ----- | ----- | ----- | ----- | ----- |
| 1 764 | 1 632 | 1 577 | 1 624 | 1 671 | 1 657 | 1 699 | 1 665 | 1 558 |

| 1901  | 1906  | 1911  | 1921  | 1926  | 1931  | 1936  | 1946  | 1954  |
| ----- | ----- | ----- | ----- | ----- | ----- | ----- | ----- | ----- |
| 1 599 | 1 538 | 1 506 | 1 286 | 1 235 | 1 216 | 1 214 | 1 191 | 1 134 |

| 1962  | 1968  | 1975 | 1982  | 1990  | 1999  | 2006  | 2007  | 2012  |
| ----- | ----- | ---- | ----- | ----- | ----- | ----- | ----- | ----- |
| 1 094 | 1 061 | 994  | 1 048 | 1 035 | 1 068 | 1 149 | 1 159 | 1 187 |

| 2017  | 2022  | - | - | - | - | - | - | - |
| ----- | ----- | - | - | - | - | - | - | - |
| 1 169 | 1 209 | - | - | - | - | - | - | - |

### Enseignement
Broût-Vernet dépend de l'académie de Clermont-Ferrand ; elle gère l'école élémentaire publique C. Gillioppe.
Les élèves poursuivent leur scolarité au collège de Gannat puis au lycée Albert-Londres, à Cusset, ou au lycée Blaise-de-Vigenère, à Saint-Pourçain-sur-Sioule.
Il existe aussi le Cours Notre-Dame de France.

### Manifestations culturelles et festivités
- Festival du voyage et de l'aventure, organisé par l'association « D'un regard à l'autre »[30].
- Festival de musique Wepachaba ! (« O'es pas chabat ! » signifiant « C'est pas fini ! » en occitan local).

## Économie
Le village conserve quelques commerces et des services de santé.

## Culture locale et patrimoine

### Lieux et monuments

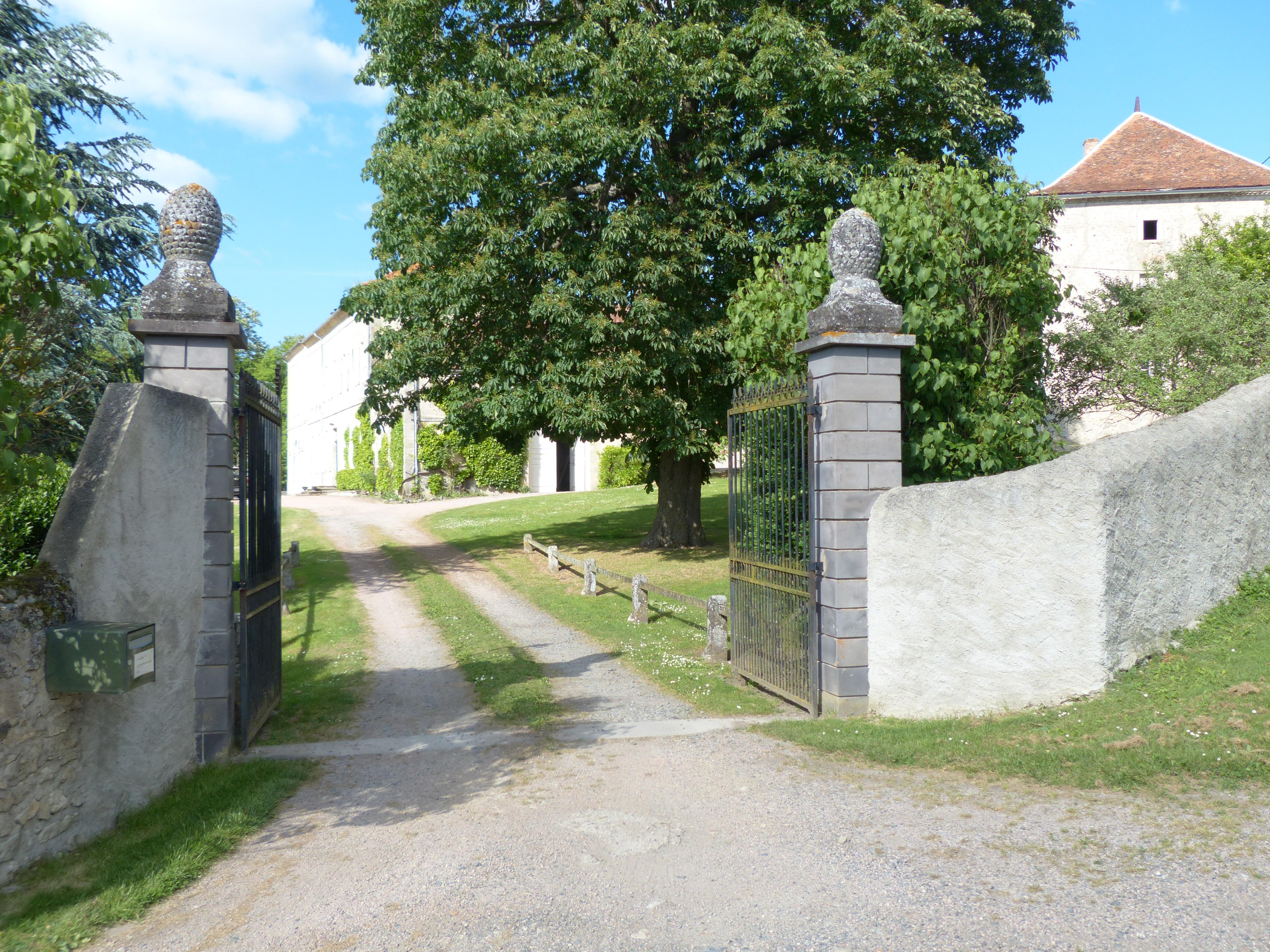
Le château de Fouranges

À l'exception de la présentation communale, Broût-Vernet compte quarante-et-un édifices à l'inventaire général du patrimoine culturel. La commune se distingue par l'existence d'une dizaine de châteaux, ainsi que de grosses maisons bourgeoises, ce qui témoigne de la richesse passée de ce terroir.
- Cimetière contenant le mausolée néoclassique d'Eugène Rouher.
- Plusieurs châteaux, dont ceux de Lafont — inscrit aux MH le 26 novembre 1990[32] —, du Pointet, construit de 1843 à 1855 pour Hippolyte Conchon, beau-père d'Eugène Rouher, et hérité par ce dernier après 1865, et de Fouranges.
- L'église romane Saint-Mazeran du XIIe siècle fondée par le sire d'Escolles et siège d'un petit prieuré clunisien. Elle est inscrite à l'Inventaire supplémentaire des monuments historiques en 1933 à l'exception du clocher[33],[34].
- La chapelle romane d'Aubeterre (XIIe et XIIIe siècles), transformée plus tard en grange et en habitation. Elle fut fondée par saint Gilbert pour sa femme Pétronille et sa fille Ponce. Elle se situe sur les bords de la Sioule et elle est classée Monument Historique en 1977[35]. Elle a été restaurée depuis 1977.

### Personnalités liées à la commune
- Saint Gilbert de Neuffonts.
- Hippolyte Conchon, maire de Clermont-Ferrand, propriétaire du château du Pointet.
- Eugène Rouher, ministre du Second Empire, inhumé au cimetière.
- Le botaniste François du Buysson, propriétaire du château du Vernet, et ses deux fils entomologistes, Henri du Buysson et Robert du Buysson.
- Le général Benoît-Léon Fornel de La Laurencie y est né en 1879.
- Pierre-Jules Boulanger, PDG de Citroën, père de la 2CV, décédé accidentellement le 11 novembre 1950 au volant d'une Traction Avant 15/Six, sur la Nationale 9 sur le territoire de la commune. Une stèle marque le lieu de l'accident, au bord de la route.
- Salomon Gluck, médecin, résistant-déporté.
- Schneour Zalman Schneersohn, grand rabbin hassidique, responsable du home d'enfants au château des Morelles (février 1940-janvier 1941).
- Pierre Audemard d'Alançon, maire de 1953 à 1971.
- Christian Chalmin (1947), éditeur, propriétaire du château de Lafont.

### Héraldique
|  | Les armes de la commune se blasonnent ainsi : De gueules aux deux crosses d'or passées en sautoir, cantonné en chef d'un rencontre de taureau, en pointe d'une feuille d'orme et aux flancs de deux tours ouvertes du champ, le tout d'argent, au chef cousu d'azur chargé de trois étoiles aussi d'argent. |